# Placitum
V raném středověku bylo placitum (lat. plàcitum, od plàcere, potěšení) veřejné soudní shromáždění.

## Historie
Původ placita lze vysledovat až k vojenským shromážděním ve franských královstvích v sedmém století. Po franském dobytí Itálie v roce 774 byla placitia zavedena ještě před koncem osmého století, známá také jako „březnová pole“ nebo „májová pole“ (podle měsíce konání shromáždění), raná shromáždění sloužila jako plánovací zasedání pro vojenské výpravy.
Původně se tímto termínem nejčastěji označovalo placitum generalis neboli conventus, plenární shromáždění celého království, na němž převažovaly vojenské a legislativní záležitosti, například vyhlašování kapitul, nad soudními funkcemi. Povahu těchto shromáždění popisuje prelát Hincmar v 9. století ve svém díle De ordini palatii. Později se termínem placitum začal označovat především veřejný soud, jemuž předsedal centenarius, nebo vyšší hraběcí soud (jinak nazývaný mallus – což bylo místo, kde se spor obvykle odehrával). Četnost konání placitů se řídila kapituláři. Všichni svobodní muži byli povinni se jich účastnit a ti, kteří se jich nezúčastnili, byli pokutováni. Nakonec, protože hrabata, jejich zástupci (vikomti) a setníci zneužívali své pravomoci svolávat k zisku z pokut, museli se muži účastnit maximálně tří placit ročně. Předsedající soudce s sebou obvykle přiváděl soudce, notáře a scabini, aby řešili právní otázky. Známé jsou Placiti cassinesi, tj. čtyři přísežná svědectví z 10. století o sporu o vlastnictví některých benediktinských pozemků v Capui, Sessa Aurunca a Teanu.
V desátém a jedenáctém století došlo k úpadku veřejných placitů, protože proces „feudalizace“ změnil původně veřejné úřady v seignorské jurisdikce. Nicméně jazyk a postupy placita přežily až do konce středověku, zatímco tradice generálního placita pokračovala v generálních a provinčních stavovských úřadech.